# Non andare più lontano

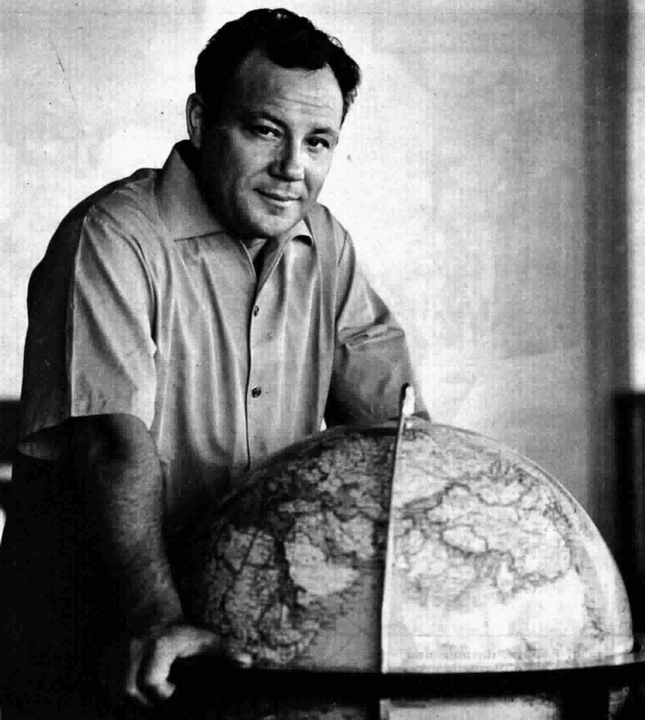
Claudio Villa, intérprete de la canción, en 1965.

«Non andare più lontano» —[non anˈda.re ˈpju lɔn.ˈta.nɔ]; en español: «No vayas más lejos»— es una canción compuesta por Gino Mescoli e interpretada en italiano por Claudio Villa. Se lanzó como sencillo en 1967 mediante Cetra. Fue elegida para representar a Italia en el Festival de la Canción de Eurovisión de 1967 mediante la elección interna de la emisora italiana RAI.

## Festival de Eurovisión

### Elección interna
Hasta este año, la RAI elegía a uno de los intérpretes de la canción ganadora del Festival de la Canción de San Remo de ese año para representar al país pero, por primera vez, optaron por no elegir a la canción ganadora del festival («Non pensare a me») y seleccionaron a Claudio Villa, que ya había participado anteriormente en ambos festivales, y la canción «Non andare più lontano».

### Festival de la Canción de Eurovisión 1967
Esta canción fue la representación italiana en el Festival de Eurovisión 1967. La orquesta fue dirigida por Giancarlo Chiaramello.
La canción fue interpretada 16.ª en la noche del 8 de abril de 1967 por Claudio Villa, precedida por Yugoslavia con Lado Leskovar interpretando «Vse rože sveta» y seguida por Irlanda con Sean Dunphy interpretando «If I Could Choose». Al final de las votaciones, la canción había recibido 4 puntos, quedando en 11.º puesto de un total de 17.
Claudio Villa había participado anteriormente en 1962 con la canción «Addio, addio», que quedó en 9.º puesto con solo 3 puntos.
Fue sucedida como representación italiana en el Festival de 1968 por Sergio Endrigo con «Marianne».

## Letra
La canción es una balada, escrita desde la perspectiva de un hombre diciéndole a su amante que tenga cuidado con el mundo que hay a su alrededor. Este intenta explicarle que no toda la gente es buena, al contrario de lo que ella piensa.

## Formatos
| - Disco de vinilo 7" |                          |          |  |
| N.º                  | Título                   | Duración |  |
| 1.                   | «Non andare più lontano» |          |  |
| 2.                   | «Shake all'italiana»     |          |  |

| - EP |                          |          |  |
| N.º  | Título                   | Duración |  |
| 1.   | «Non andare più lontano» |          |  |
| 2.   | «Io per amore»           |          |  |
| 3.   | «La rivoluzione»         |          |  |
| 4.   | «Dove di credi andare»   |          |  |

## Créditos
- Claudio Villa: voz
- Gino Mescoli: composición
- Vito Pallavicini: letra
- Giancarlo Chiaramello: instrumentación
- Cetra Records: compañía discográfica

Fuente:

## Historial de lanzamiento
| Región   | Fecha | Formato                    | Discográfica | Ref.   |
| -------- | ----- | -------------------------- | ------------ | ------ |
| Italia   | 1967  | Disco de vinilo 7", 45 RPM | Cetra        | [ 1 ]  |
| Portugal | 1967  | EP                         | Cetra        | [ 11 ] |